# Daniel Müllensiefen
Daniel Müllensiefen (*  1971 in Freiburg im Breisgau) ist ein deutscher Musikpsychologe, der seit dem Jahre 2006 in verschiedenen Funktionen am Goldsmiths, University of London tätig ist.

## Leben
Müllensiefen studierte in Hamburg an der Universität Hamburg und an der Universität Salamanca die Fächer Musikwissenschaft, Musikgeschichte und Journalismus. Nach dem Studium arbeitete er unter anderem als freier Berater und Produktleiter unter anderem für die Deutsche Grammophon Gesellschaft. 2005 wurde er an der Universität Hamburg promoviert. Im folgenden Jahr ging er nach London und ist dort bis heute an der University of London unter anderem seit 2009 in der Fakultät für Psychologie am Goldsmiths tätig. Seit September 2010 ist er Scientist in Residence bei der Londoner Filiale der Werbeagentur DDB Worldwide.

## Preise und Auszeichnungen
- 2016: Anneliese Maier-Forschungspreis der Humboldt-Stiftung.[1]

## Veröffentlichungen
- mit Thomas Hemker (Hrsg.): Medien-Musik-Mensch. Neue Medien und Musikwissenschaft. Von Bockel, Hamburg 1997, ISBN 3-928770-95-0.